# Алханова, Марал Ага кызы
Марал Ага кызы Алханова (азерб. Maral Ağa qızı Alıxanova; 1916, Джеванширский уезд — ?) — советский хлопковод, Герой Социалистического Труда (1949).

## Биография
Родилась в 1916 году в селе Сахлаабад Джеванширского уезда Елизаветпольской губернии (ныне — Тертерский район Азербайджана).
С 1932 года хлопкороб, звеньевая хлопководов колхоза имени 28 Апреля Мир-Баширского района Азербайджанской ССР. В 1948 году получила урожай хлопка 90,2 центнера с гектара на площади 6 гектаров.
Указом Президиума Верховного Совета СССР от 1 июля 1949 года за получение в 1948 году высоких урожаев хлопка Алхановой Марал Ага кызы присвоено звание Героя Социалистического Труда с вручением ордена Ленина и золотой медали «Серп и Молот».
Активно участвовала в общественной жизни Азербайджана. Член КПСС с 1954 года.